# 上海浦
上海浦是上海境內吳淞江流域一條已不存在的河流，該河流在明朝前自南向北流经十六铺、陆家嘴並最終注入吴淞江。上海浦最早见于北宋郏亶的《水利书》。南宋咸淳三年（1267年）设立的上海镇以及元朝至元二十九年（1292年）设置的上海县名稱均來自於上海浦。明朝永乐二年（1404年），户部尚书夏元吉拓寬黄浦江，上海浦的一段河道成为黄浦江的一部分，上海浦在陆家嘴的一段河道依舊保留。晚清時期殘存的上海浦逐步湮没。